# Stora Mörken, Östergötland
Stora Mörken är en sjö i Linköpings kommun i Östergötland och ingår i Motala ströms huvudavrinningsområde. Sjön har en area på 0,527 kvadratkilometer och ligger 108,3 meter över havet.

## Delavrinningsområde
Stora Mörken ingår i det delavrinningsområde (645906-149466) som SMHI kallar för Utloppet av Stora Rängen. Medelhöjden är 105 meter över havet och ytan är 81,11 kvadratkilometer. Räknas de 99 avrinningsområdena uppströms in blir den ackumulerade arean 2 232,81 kvadratkilometer. Stångån som avvattnar avrinningsområdet har biflödesordning 2, vilket innebär att vattnet flödar genom totalt 2 vattendrag innan det når havet efter 104 kilometer. Avrinningsområdet består mestadels av skog (46 procent), öppen mark (12 procent) och jordbruk (22 procent). Avrinningsområdet har 12,54 kvadratkilometer vattenytor vilket ger det en sjöprocent på 15,4 procent. Bebyggelsen i området täcker en yta av 1,77 kvadratkilometer eller 2 procent av avrinningsområdet.